# Clinton Davisson
Clinton Joseph Davisson (født 22. oktober 1881, død 1. februar 1958) var en amerikansk fysiker.
Han blev tildelt Nobelprisen i fysik i 1937 sammen med George Paget Thomson.